# دولت‌آباد (جلگه ماژان)
دولت‌آباد یک روستا در ایران است که در دهستان جلگه ماژان شهرستان خوسف واقع شده‌است. دولت‌آباد ۵۷۸ نفر جمعیت دارد.